# Keistuolių Teatras

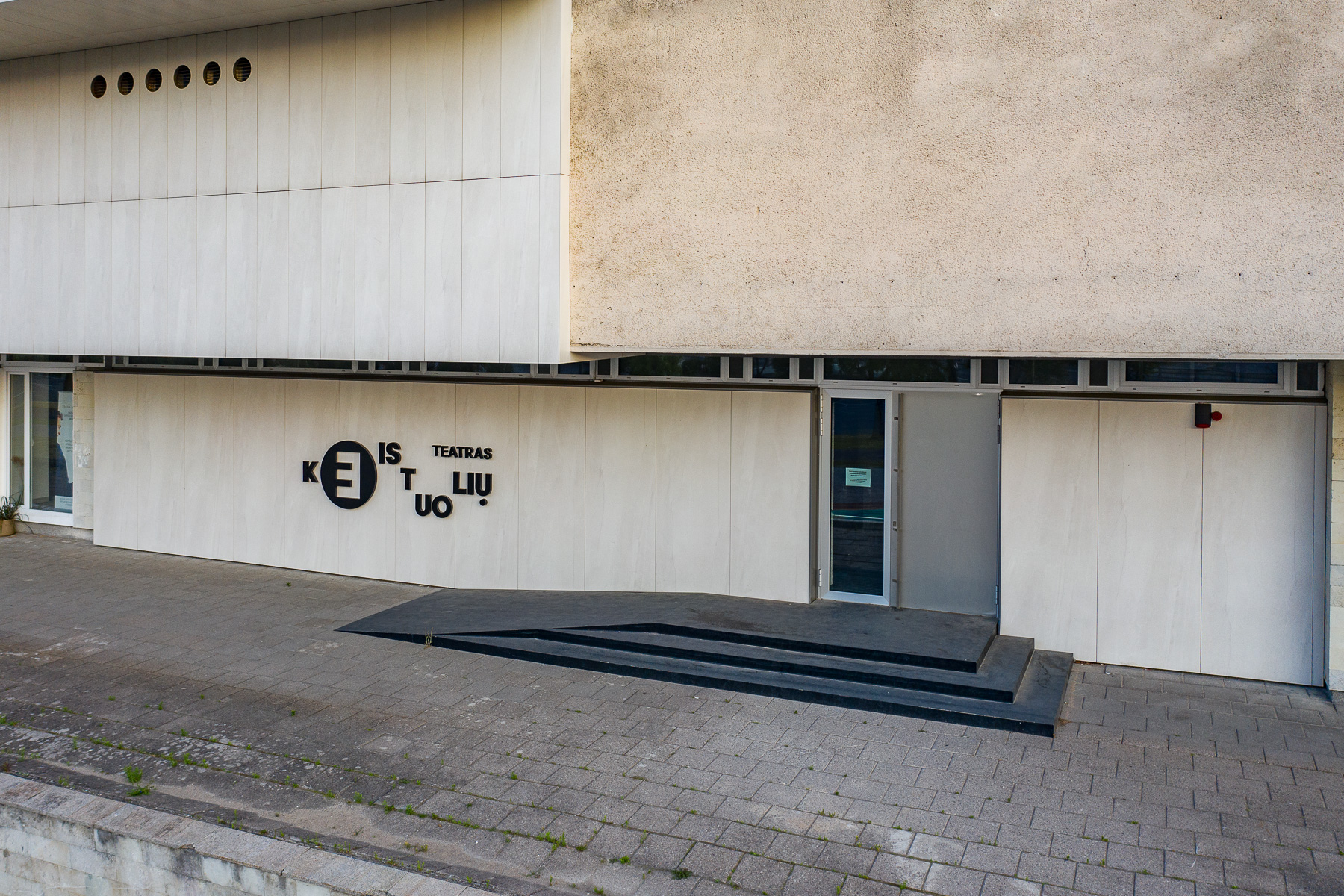

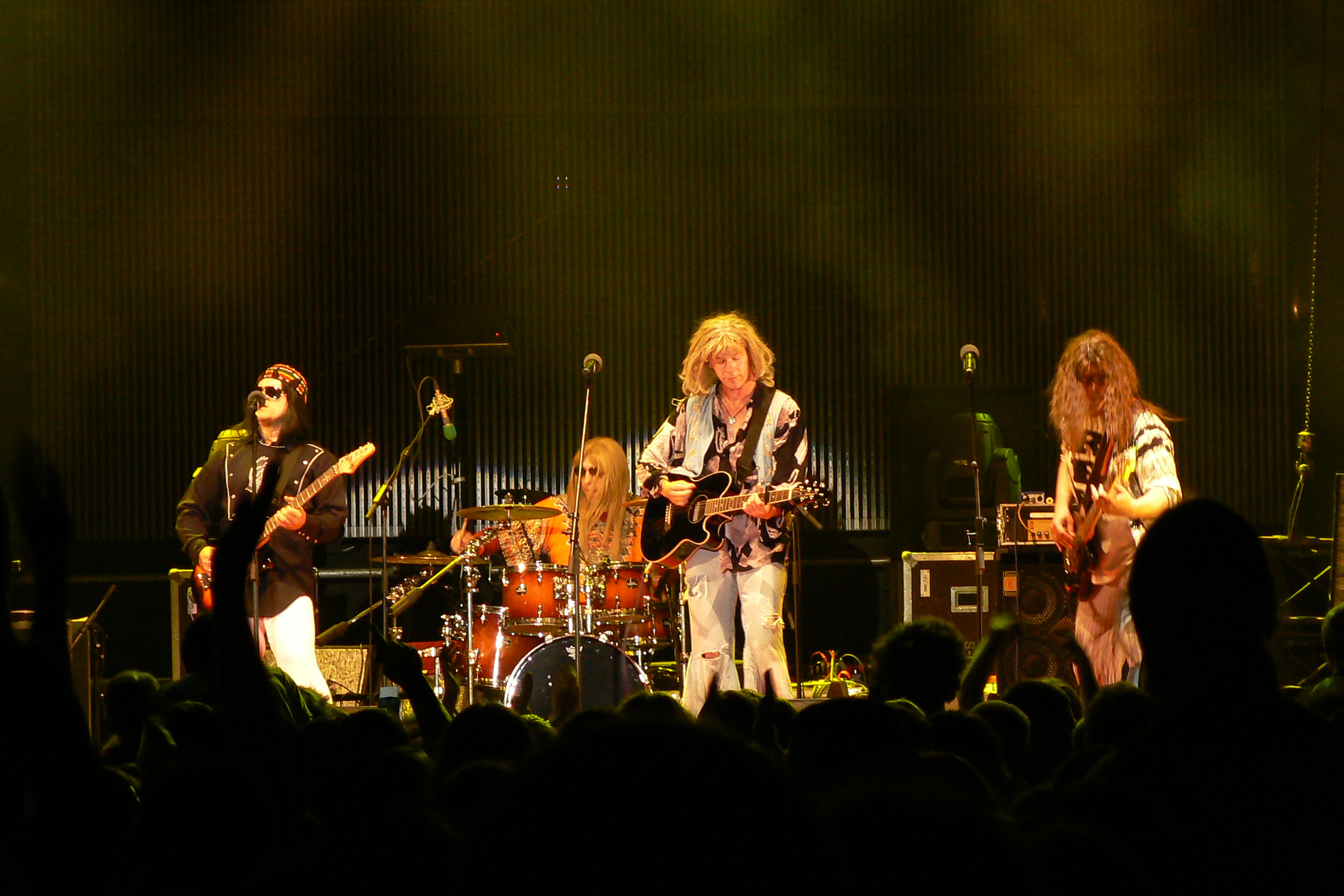
Actuación del grupo en 2008

Keistuolių Teatras es un grupo teatral lituano formado en 1989 en Vilna por los actores: Ilona Balsytė, Aidas Giniotis y Sigutis Jačėnas junto con el director teatral Romualdas Vikšraitis.[cita requerida] Entre su repertorio se encuentra material tanto para el público general como infantil.
Desde 1999 es miembro del ASSITEJ (Asociación Internacional de Teatro Juvenil e Infantil)
Desde sus orígenes hasta 2009 han interpretado cerca de cincuenta obras, ocho vídeos, once casetes de audio y diez CD.
En 2004 el grupo pasó a formar parte del Libro Lituano de los Récords como la "compañía teatral más longeva" y "con más actuaciones al año" del país.